# Ráno

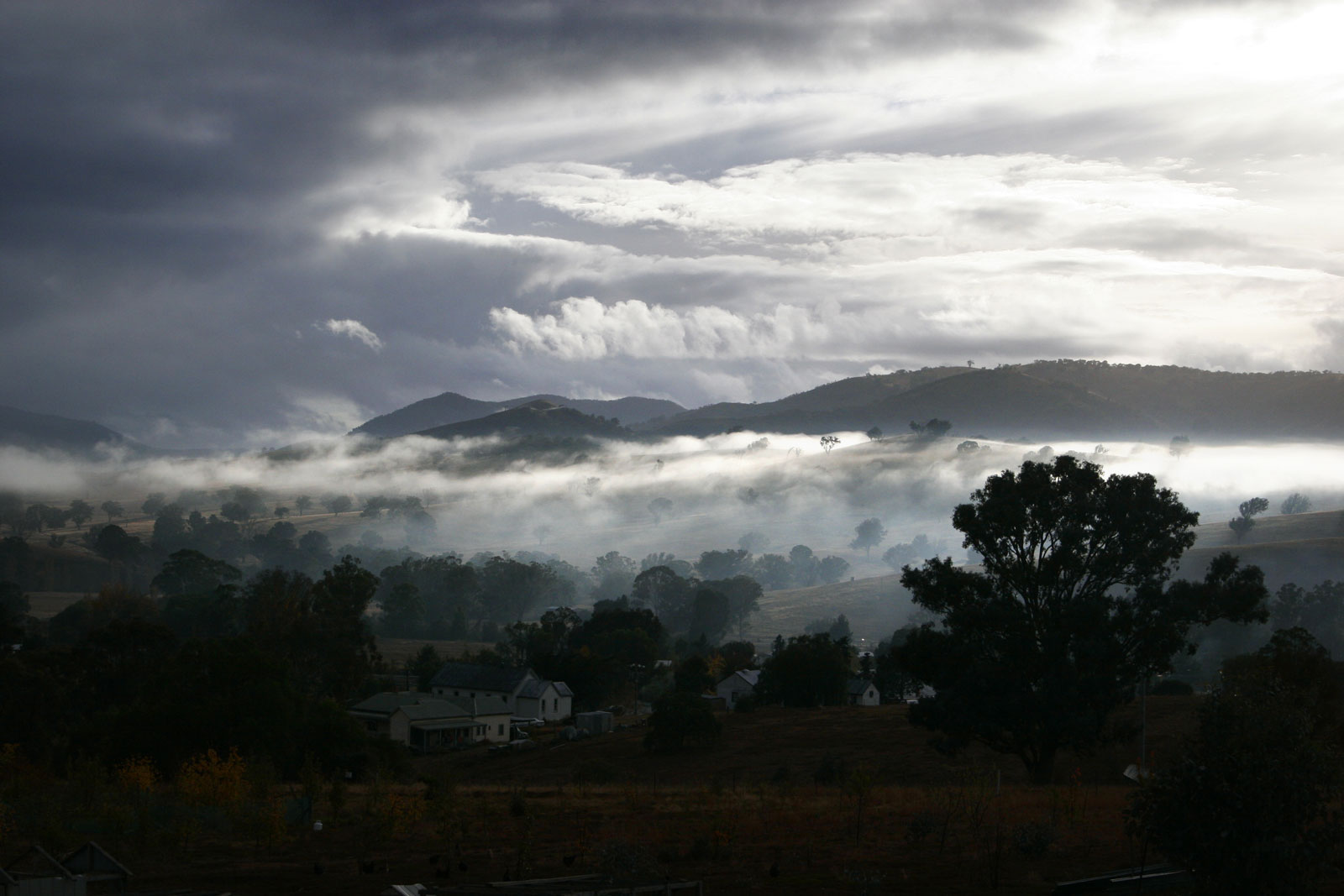
Ráno

Ráno (též jitro) je část dne, obecněji chápaná jako období po procitnutí jedince, během něhož se pronáší pozdrav Dobré ráno. Přísněji vymezeno jde o úsek mezi průchodem slunce obzorem a poledníkem místa.
Časové dělení světlé části dne bývá obvykle následující: ráno – dopoledne – poledne – odpoledne – večer, přičemž přesně je stanoveno jen poledne. V Bibli pod pojmem jitro bylo rozuměno celé období od východu jitřenky až do poledne, pojmem večer se pak mínil časový úsek od poledne až do východu hvězd.
Př.: Genesis 1:5 Světlo nazval Bůh dnem a tmu nazval nocí. Byl večer a bylo jitro, den první.
Příruční slovník jazyka českého definuje ráno jako „část dne od úsvitu do dopoledne, jitro“.

## Ráno v umění
- Ráno – píseň slovenského zpěváka Richarda Müllera
- Ráno – skladba Jana P. Muchowa
- Díky za každé nové ráno – česká komedie
- Noci, po nichž nepřichází ráno – napsal J. H. Krchovský
- Ráno a večer – román norského spisovatele Jona Fosseho